# Necyla pupa
Necyla pupa is een insect uit de familie van de Mantispidae, die tot de orde netvleugeligen (Neuroptera) behoort. 
Necyla pupa is voor het eerst wetenschappelijk beschreven door Navás in 1927.